# Carsten Feller

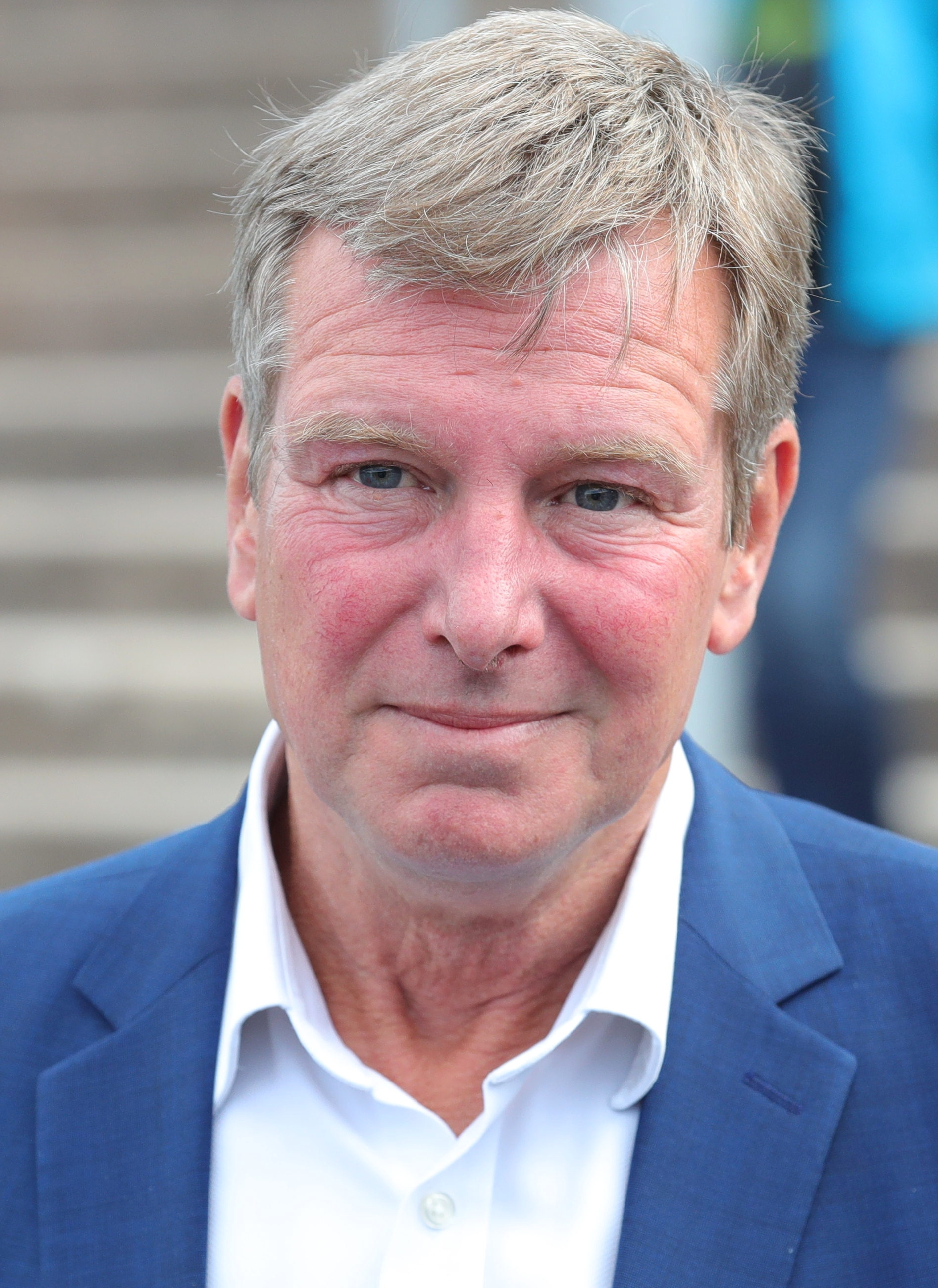
Carsten Feller (2022)

Carsten Feller (* 16. Dezember 1966 in Fritzlar) ist ein deutscher Hochschulmanager und politischer Beamter (SPD). Von 2020 bis 2024 war er Staatssekretär und Amtschef im Thüringer Ministerium für Wirtschaft, Wissenschaft und Digitale Gesellschaft.

## Leben
Nach dem Abitur absolvierte Feller von 1986 bis 1988 den Grundwehrdienst bei der Bundeswehr. Es folgte von 1988 bis 1995 ein Magisterstudium in den Fächern Geschichte, Politikwissenschaft und öffentliches Recht an der Justus-Liebig-Universität Gießen und der Universität Lissabon. Während dieser Studienzeit war er von 1993 bis 1995 journalistischer Mitarbeiter im Referat für Presse- und Öffentlichkeitsarbeit der Justus-Liebig-Universität Gießen. Nach dem Abschluss seines Studiums war er bis 1996 Projektleiter beim Transferzentrum Mittelhessen, einer Gemeinschaftseinrichtung der Justus-Liebig-Universität Gießen, der Philipps-Universität Marburg sowie der Fachhochschule Gießen-Friedberg, ehe er eine PR-Agentur gründete und als Sprecher des Gründer- und Innovationszentrums Gießen tätig war.
1997 übernahm Feller die Leitung des Referats für Kommunikation und Hochschulentwicklung der Hochschule Schmalkalden. 1998 trat er in die Sozialdemokratische Partei Deutschlands ein und wurde Mitglied der Sozialdemokratischen Gemeinschaft für Kommunalpolitik in Thüringen. Von 1999 bis 2003 fungierte er als Kreisvorsitzender der Jusos Schmalkalden-Meiningen, von 1999 bis 2006 als Mitglied im Vorstand des SPD-Kreisverbandes Schmalkalden-Meiningen. 2003 war er Gründungs- und bis 2010 Vorstandsmitglied des Wissenschaftsforums Thüringen, von 2004 bis 2006 Vorsitzender des Bundesverbands Hochschulpresse. Zum 1. Mai 2007 wurde er Kanzler der Hochschule Fulda. Von 2007 bis 2011 war er in ehrenamtlicher Tätigkeit Sprecher der hessischen FH-Kanzler. Von 2007 bis 2009 absolvierte er berufsbegleitend ein Studium zum Master of Business Administration im Fach Hochschul- und Wissenschaftsmanagement an der Hochschule Osnabrück. 2011 verließ er die Hochschule in Fulda und wurde Leiter des Referates Universitäten, Landeshochschulplanung, Neue Hochschulsteuerung im Sächsischen Staatsministerium für Wissenschaft und Kunst. 2014 folgte ein Wechsel in das Ministerium für Wissenschaft, Forschung und Kultur des Landes Brandenburg, wo er als Ministerialdirigent die Abteilung Wissenschaft und Forschung leitete und als stellvertretender Staatssekretär fungierte.
Anfang März 2020 wurde Feller im Zuge der Bildung des Kabinetts Ramelow II von Minister Wolfgang Tiefensee zum Staatssekretär für Wissenschaft und Hochschulen und Amtschef des Thüringer Ministeriums für Wirtschaft, Wissenschaft und Digitale Gesellschaft berufen. Er wurde Nachfolger von Markus Hoppe, der in den einstweiligen Ruhestand versetzt worden war. Nach dem Abgang von Staatssekretärin Valentina Kerst übernahm Feller auch die Verantwortung für den Bereich Wirtschaft. Mit dem Amtsantritt des Kabinetts Voigt schied er am 13. Dezember 2024 aus dem Amt des Staatssekretärs aus.
Feller ist verheiratet und Vater von zwei Kindern.